# Clube dos Jangadeiros

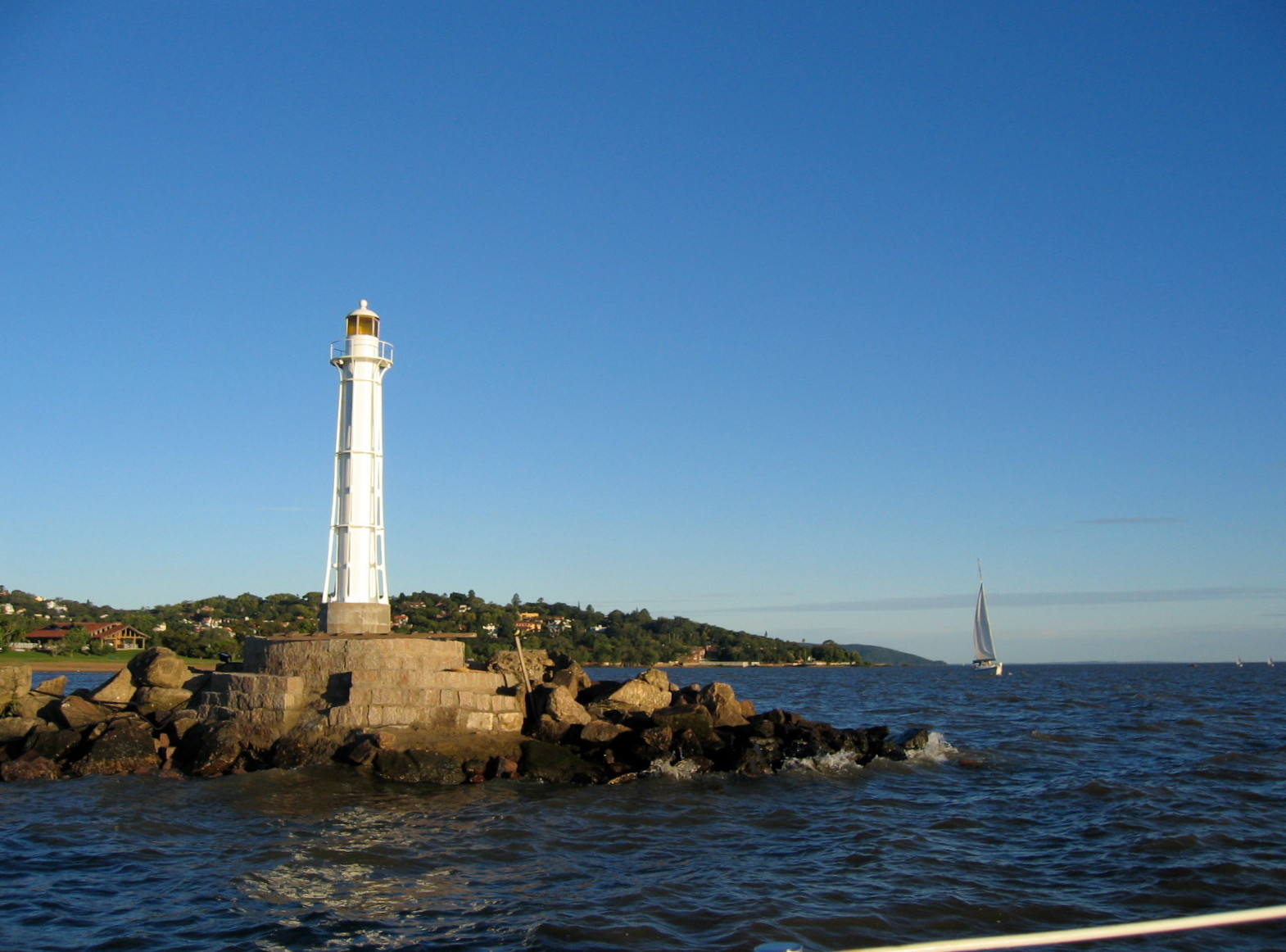
O farol do Clube dos Jangadeiros.

O Clube dos Jangadeiros é um clube náutico e social de Porto Alegre, Brasil, localizado no bairro Tristeza.

## História
O clube foi fundado em 7 de dezembro de 1941 por Leopoldo Geyer, fundador também dos clubes Veleiros do Sul e Iate Clube Guaíba. Teve sua fase áurea na década de 1950, quando obteve vários títulos nacionais nas classes Sharpie e Snipe e iniciou trajetória internacional: em 1959 sediou o Campeonato Mundial de Snipes, o primeiro realizado no Hemisfério Sul.
Outros eventos de porte se seguiram, ingressando na vela de oceano e cruzeiro. Adquirindo a Ilha dos Jangadeiros, abriu uma escola de iatismo e incrementou sua sede em terra com oficina de reparos e manutenção, pavilhões e pátios de lanchas, construção de rampas de acesso e trapiches, possibilitando a ancoragem de 200 embarcações de oceano e cruzeiro. Também conta com academia, loja náutica e confecção, restaurante, churrasqueiras, salão de festas, quadra de tênis, sala de jogos e estacionamento.